# Snowsheep
snowsheep （スノーシープ）は 岐阜県出身の歌手・Vo.SAHOのソロユニット

## 来歴
2009年snowsheepをMOCCH(持田裕輔)と結成。
2010年ソロユニットとしてメジャーデビュー。

## 作品
- 「ヒカリ」(ラジオ番組「タクロク」2010年5月エンディングテーマ)
- 「読みかけの本」
- 「ポラロイド」(ラジオ番組「タクロク」2010年10月～12月エンディングテーマ)
- 「LIFE」
- 「I'll go there」
- 「シエスタ」
- 「願いを込めて」
- 「浅い眠り」
- 「二人のバス」
- 「トンネルの向こう」